# Перстач стопоподібний
Перстач стопоподібний, перстач стоповидний (Potentilla pedata) — вид рослин з родини розових (Rosaceae), поширений у південній частині Європи, західній і середній Азії.

## Опис
Багаторічна рослина 20–40 см. Стебла грубуваті, з коротко-щетинистим густим запушенням. Зубці листочків короткі, трикутно-ланцетні або майже овальні, трохи відхилені.

## Поширення
Поширений у південній частині Європи, західній і середній Азії.
В Україні вид зростає на пагорбах і сухих схилах — у Криму.